# Castel di Casio
Castel di Casio ist eine italienische Gemeinde (italienisch comune) mit 3322 Einwohnern (Stand 31. Dezember 2023) in der Metropolitanstadt Bologna in der Emilia-Romagna. Die Gemeinde liegt etwa 45 Kilometer südwestlich von Bologna. Im östlichen Gemeindegebiet liegt der Stausee Lago di Suviana und die Gemeinde ist Teil des Parco regionale dei laghi Suviana e Brasimone. Castel di Casio grenzt an die Provinz Pistoia. Die östliche Grenze der Gemeinde bildet der Reno.
Eine Partnerschaft besteht mit Camaiore in der Toskana.

## Explosion im Wasserkraftwerk
Am 9. April 2024 kam es beim Stausee zu einer Explosion in einem von Enel betrieben Wasserkraftwerk. Dabei wurden mindestens vier Arbeiter getötet, mehrere verletzt und drei werden noch vermisst.